# Xương rồng hướng thần
Nhiều loại xương rồng được biết đến là có tác dụng hướng thần, có chứa các alkaloid phenethylamine như mescaline. Tuy nhiên, hai chi chính mang tính nghi lễ (dân gian) là Echinopsis, trong đó các loài có hoạt tính hướng thần mạnh nhất xuất hiện trong nhóm xương rồng San Pedro (bao gồm Echinopsis pachanoi, đồng nghĩa Trichocereus pachanoi, Echinopsis peruviana, đồng nghĩa Trichocereus peruvianus và Echinopsis lageniformis, đồng nghĩa Trichocereus bridgeii) và Lophophora, với Lophophora williamsii là loài có hoạt tính hướng thần mạnh nhất. Một số loài khác thuộc các chi khác cũng có hoạt tính hướng thần, mặc dù không phải lúc nào cũng được sử dụng với mục đích nghi lễ.

## Loài

### Xương rồng cầu
- Lophophora williamsii (peyote)

Các "peyote" khác
- Ariocarpus fissuratus

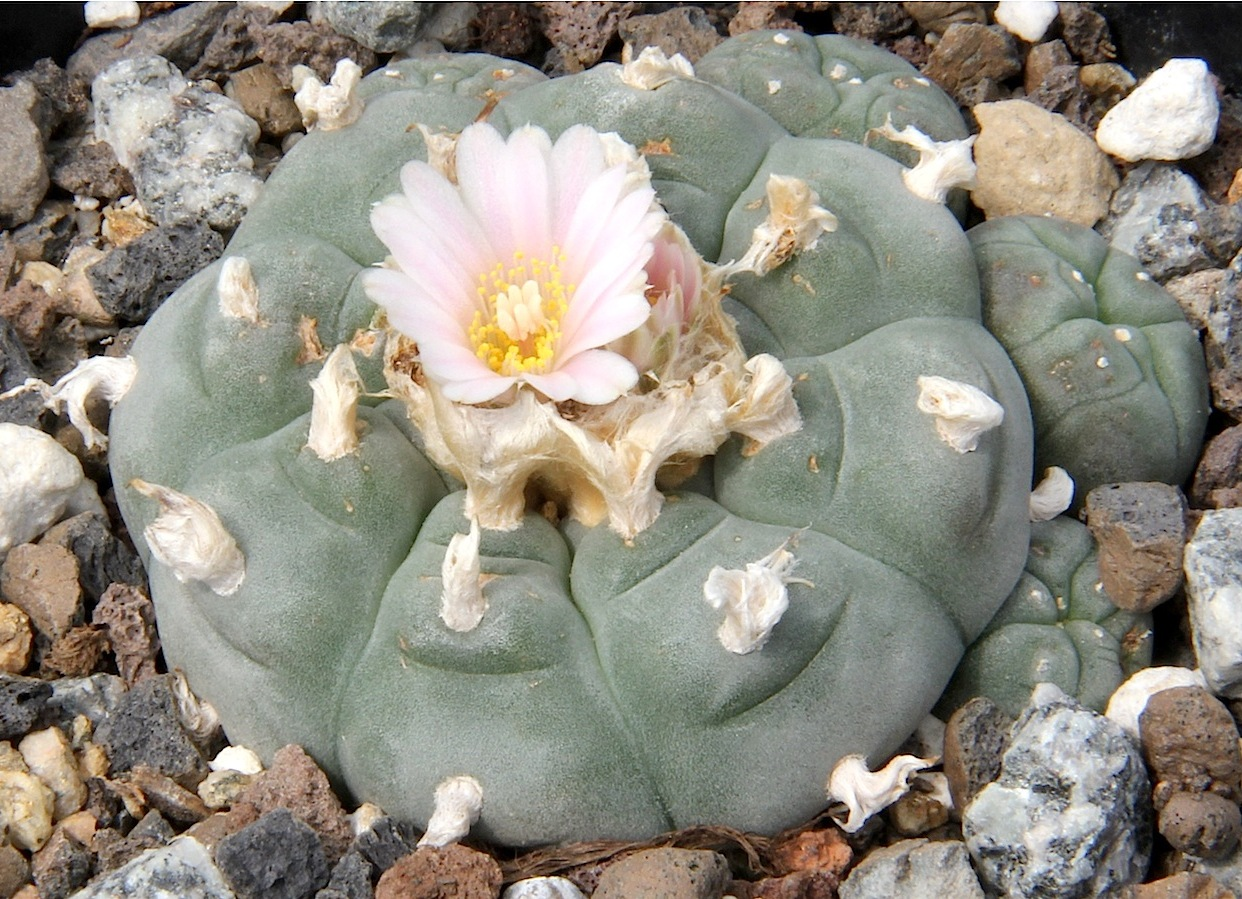
Peyote với hoa

- Coryphantha compacta (syn. C. palmeri)
- Pelecyphora aselliformis
- Pelecyphora strobiliformis
- Lophophora diffusa
- Ariocarpus retusus
- Ariocarpus agavoides; kotschoubeyanus; và các loài khác
- Astrophytum asterias; capricorne; myriostigma; và các loài khác
- Aztekium ritteri; và các loài khác
- Coryphantha elephantidens; macromeris (var. runyonii); palmeri; và các loài khác
- Echinocactus grandis; grusonii; platyacanthus; visnaga; và các loài khác
- Epithelantha micromeris; và các loài khác
- Leuchtenbergia principis'; và các loài khác
- Lophophora species
- Mammillaria craigii; grahamii (var. oliviae); heyderi; (Dolichothele) longimamma; (Solisia) pectinifera; (Mamillopsis) senilis; sonorensis; và các loài khác
- Obregonia denegrii
- Strombocactus disciformis
- Turbinicarpus laui; lophophoroides; jauernigii;  (Pelecyphora) pseudopectinatus; schmiedickeanus; và các loài khác

#### Khác
Các loại xương rồng có hoạt tính hướng thần và/hoặc dược liệu khác ở Bắc Mỹ.
- Carnegiea gigantea
- Echinocereus salm-dyckianus (var. scheeri); triglochidiatus; và các loài khác
- Pachycereus pecten-aboriginum; pringlei

### Xương rồng hình cây và hình cột

#### Echinopsis
- Echinopsis lageniformis (syn. Trichocereus bridgesii)
- Echinopsis macrogona (syn. Trichocereus macrogonus), > 0.01-0.05% Mescaline[7]
- Echinopsis pasacana ssp. atacamensis
- Echinopsis pachanoi (syn. Trichocereus pachanoi)
- Echinopsis peruviana (syn. Trichocereus peruvianus)
- Echinopsis scopulicola (syn. Trichocereus scopulicolus), 0.82% mescaline theo khối lượng khô trong lớp xanh bên ngoài.[8]
- Echinopsis spachiana (syn. Trichocereus spachianus), Mescaline;[9] Mescaline[9]
- Echinopsis tacaquirensis subsp. taquimbalensis (syn. Trichocereus taquimbalensis),[10] > 0.005-0.025% mescaline[7]
- Echinopsis terscheckii (syn. Trichocereus terscheckii, Trichocereus werdemannianus)[11] > 0.005-0.025% Mescaline;[7] mescaline 0.01%-2.375%[12]
- Echinopsis valida (syn. E. validus), 0.025% mescaline[13]

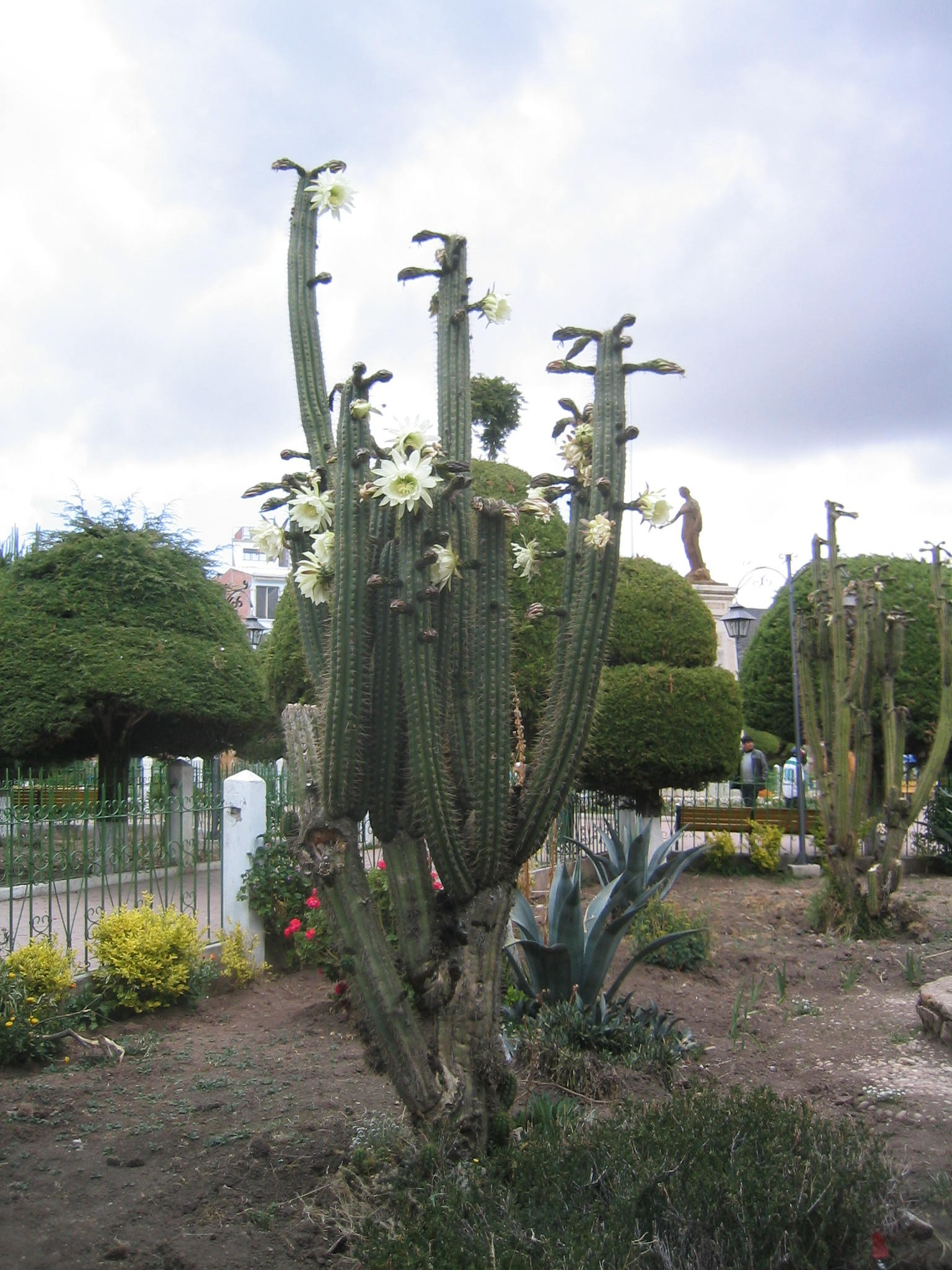
San Pedro with flower

- Echinopsis werdermannianus

#### Khác
Các loại xương rồng có hoạt tính hướng thần và/hoặc dược liệu khác ở Nam Mỹ
- Austrocylindropuntia cylindrica (syn. Opuntia cylindrica),[14] Mescaline[9]
- Armatocereus laetus
- Browningia spp.
- Cylindropuntia echinocarpa (syn. Opuntia echinocarpa), Mescaline 0.01%, DMPEA 0.01%, 4-hydroxy-3-5-dimethoxyphenethylamine 0.01%[9]
- Cylindropuntia spinosior (syn. Opuntia spinosior),[15] Mescaline 0.00004%, 3-methoxytyramine 0.001%, tyramine 0.002%, 3-4-dimethoxyphenethylamine.[9]
- Epostoa lanata
- Matucana madisoniorum
- Neoraimondia macrostibas
- Opuntia acanthocarpa Mescaline[16]
- Opuntia basilaris Mescaline 0.01%, plus 4-hydroxy-3-5-dimethoxyphenethylamine[9]
- Selenicereus grandiflorus
- Stetsonia coryne